# Thalictrum simaoense
Thalictrum simaoense là một loài thực vật có hoa trong họ Mao lương. Loài này được W.T. Wang & G.H. Zhu miêu tả khoa học đầu tiên năm 1995.